# Caloptilia liparoxantha
Caloptilia liparoxantha là một loài bướm đêm thuộc họ Gracillariidae. Loài này có ở Queensland.